# Cunnersdorf (Hainichen)
Cunnersdorf ist ein Ortsteil von Hainichen im Landkreis Mittelsachsen in Sachsen. Er wurde am 1. Januar 1994 eingemeindet.

## Geographie

### Geographische Lage
Cunnersdorf liegt südöstlich der Stadt Hainichen am Pahlbach, einem Zufluss der Kleinen Striegis. 

### Nachbarorte
| Hainichen    | Ottendorf                                   | Pappendorf |
| Berthelsdorf | Kompassrose, die auf Nachbargemeinden zeigt | Mobendorf  |
|              | Eulendorf                                   | Riechberg  |

## Geschichte
Das Waldhufendorf Cunnersdorf wurde im Jahr 1322 als „Cunradisdorf“ erwähnt. Der Ort entstand jedoch schon in der Zeit um 1150 bis 1162. Cunnersdorf gehörte ursprünglich zum Besitz des Klosters Altzella. Nach der Säkularisation des Altzellaer Klosterbesitzes im Jahr 1540 kam der Ort zum neu gegründeten wettinischen Amt Nossen. Cunnersdorf gehörte bis 1856 als Amtsdorf zum kursächsischen bzw. königlich-sächsischen Amt Nossen. Kirchlich ist der Ort seit jeher nach Hainichen gepfarrt.
Ab 1856 gehörte Cunnersdorf zum Gerichtsamt Hainichen und ab 1875 zur Amtshauptmannschaft Döbeln, welche 1939 in Landkreis Döbeln umbenannt wurde.
Mit der zweiten Kreisreform in der DDR kam die Gemeinde Cunnersdorf im Jahr 1952 zum Kreis Hainichen im Bezirk Chemnitz (1953 in Bezirk Karl-Marx-Stadt umbenannt). Seit 1990 gehörte Cunnersdorf zum sächsischen Landkreis Hainichen, der 1994 im Landkreis Mittweida und 2008 im Landkreis Mittelsachsen aufging. Am 1. Januar 1994 wurde Cunnersdorf nach Hainichen eingemeindet.